# Palazzo Sorbello
Il palazzo Sorbello è un edificio storico di Perugia costruito alla fine del Cinquecento. Situato nel centro cittadino, a breve distanza dalla cattedrale di San Lorenzo, il portale d'accesso del palazzo si apre al 9 di piazza Piccinino, di fronte alla vera del pozzo etrusco, importante monumento ipogeo cittadino di epoca etrusca (III secolo a. C.), il cui accesso è dato da alcuni locali situati proprio nei sotterranei dello stesso palazzo. Proprietà dalla fine del XVIII secolo dei marchesi Bourbon di Sorbello, è attualmente sede della Fondazione Ranieri di Sorbello che dal 2010 ha dato una destinazione museale ad alcuni ambienti del pianterreno e del piano nobile.

## Storia e descrizione
Il palazzo fu realizzato, secondo le forme architettoniche tipiche degli anni tra il XVI e il XVII secolo, per volere dei Montemelini, una delle casate più antiche e influenti di Perugia, che, in seguito lo alienarono ai Degli Oddi (discendenti dagli antagonisti dei Baglioni), i quali lo cedettero poi agli Eugeni. La posizione prestigiosa, adiacente a piazza Grande (odierna piazza IV Novembre), al palazzo dei Priori e al duomo, lo rendevano appetibile come residenza principale. Durante il periodo in cui fu di proprietà degli Eugeni, infatti, vi soggiornò nel 1734 il futuro re Carlo III di Spagna (figlio di Filippo V di Borbone e di Elisabetta Farnese) di passaggio per Perugia alla testa dell'armata spagnola, mentre si recava a prendere possesso dei feudi austriaci di Napoli e di Sicilia.
Nel 1780 il penultimo reggente di Sorbello, marchese Uguccione III (1748-1805) permutò, dopo una lunga trattativa, la propria dimora (denominata Palazzo Arrigucci-Sorbello) ubicata in via Larga (attuale via Bonazzi) con quella del conte Antonio Eugeni, posta nella piazza dei Gigli (oggi piazza Piccinino), dove si insediò con la consorte Cecilia Bonacorsi. La vecchia abitazione perugina (nonostante la famiglia risiedesse per lunghi periodi nell'avito castello e in altre ville) era diventata insufficiente e si rendeva necessario il trasferimento in un palazzo degno del loro rango sociale. Il marchese lo fece subito restaurare e si dedicò all'abbellimento degli ambienti di rappresentanza con mobilia di lusso, opere d'arte e un ricco assortimento di libri.
Davanti al portale d'accesso alla residenza, al centro di piazza Piccinino, è visibile la vera del pozzo etrusco (detto anche pozzo Sorbello). Sulla grata in ferro battuto che chiude l'imbocco della vera sono realizzati, sempre in ferro battuto, gli stemmi delle ultime due famiglie proprietarie del palazzo (e con esso del pozzo): i conti Eugeni e i marchesi Bourbon di Sorbello. 
La struttura è costituita da tre piani, ma soltanto il pianterreno e quello nobile conservano ancora le volte affrescate. L'androne mostra un raro esempio di pavimentazione esterna in sampietrini di legno, eseguita al fine di attenuare il fragore delle ruote delle carrozze che entravano e uscivano. Le sale del piano di rappresentanza sono corredate dai mobili originali e argenteria di famiglia.
La quadreria, ben fornita di opere di importanti artisti, fu arricchita da Uguccione III e dai suoi fratelli. La collezione, unitamente a pregevoli porcellane, lampadari settecenteschi, vari arredi, la biblioteca (con incunaboli e testi rari, alcuni pubblicati da Aldo Manuzio) e il patrimonio immobiliare, passarono, dopo il matrimonio dell'ultima dei Bourbon di Sorbello, Altavilla, con Giovanni Antonio Ranieri, nelle proprietà di questa casata che risiedeva nel castello di Civitella, presso Umbertide: gli attuali Ranieri Bourbon di Sorbello discendono dalla suddetta coppia.
La Casa Museo, inoltre, pone all'attenzione dei visitatori l'interessante raccolta di oltre 500 ricami e merletti in punto umbro o Sorbello voluta dall'americana Romeyne Robert (1878-1951), sposa dal 1902 del marchese Ruggero IV. La signora, appassionata d'arte e letteratura, fondò nella villa del Pischiello, nei dintorni di Passignano sul Trasimeno, una scuola laboratorio in cui veniva lavorata e impreziosita la tela umbra, prodotta a Città di Castello. La scuola operava all'interno delle Industrie Femminili Italiane (I.F.I.), nate per iniziativa di un gruppo di nobildonne, tra cui Cora Slocomb, moglie del conte Detalmo Savorgnan di Brazzà. La scuola fu diretta da Carolina Amari, figlia di Michele Amari che era stato ministro della Pubblica Istruzione.